# روك! روك! (تيل يو دروب)
«روك! روك! (تيل يو دروب)» (بالإنجليزية: Rock! Rock! (Till You Drop))‏ هي أغنية لفرقة الهارد روك البريطانية ديف ليبارد من ألبومها لعام 1983، بايرومانيا. أُصدرت نسخة معدلة من الأغنية في المكسيك كأغنية منفردة في نفس العام. كان العنوان الأصلي للأغنية «ميديسن مان» واحتوت على كلمات مختلفة.

## الفيديو الموسيقي
تم تصوير الفيديو الموسيقي للأغنية في يناير 1984 في اليابان أثناء جولة بايرومانيا العالمية.